# Teresa Riera Madurell
Teresa Riera Madurell (Barcellona, 13 ottobre 1950) è una politica spagnola, aderente al PSIB-PSOE.
Ha una cattedra all'Università delle Isole Baleari. Laureata in scienze esatte presso l'Università di Barcellona, conseguì il dottorato nel 1981.

## Percorso politico
Fu deputato al parlamento delle Baleari e consigliere del consiglio insulare di Maiorca dal 1989 al 1996, anno in cui ottenne la candidatura socialista delle Baleari alla camera dei deputati. Fu deputata al parlamento dal 1996 al 2004.
È deputata all'Europarlamento dal luglio 2004.